# La Estancia de Gómez
La Estancia de Gómez är en ort i Mexiko.   Den ligger i kommunen Ecuandureo och delstaten Michoacán de Ocampo, i den centrala delen av landet, 300 km väster om huvudstaden Mexico City. La Estancia de Gómez ligger 1 564 meter över havet och antalet invånare är 229.
Terrängen runt La Estancia de Gómez är kuperad åt sydväst, men åt nordost är den platt. Runt La Estancia de Gómez är det tätbefolkat, med 550 invånare per kvadratkilometer. Närmaste större samhälle är Zamora, 15,4 km söder om La Estancia de Gómez. I omgivningarna runt La Estancia de Gómez växer huvudsakligen savannskog.